# Scalmogomphus wenshanensis
Scalmogomphus wenshanensis är en trollsländeart som beskrevs av Zhou, Zhou och Lu 2005. Scalmogomphus wenshanensis ingår i släktet Scalmogomphus och familjen flodtrollsländor. IUCN kategoriserar arten globalt som otillräckligt studerad. Inga underarter finns listade i Catalogue of Life.